# Pass Andrea
Pass Andrea (Győr, 1979. október 6. –) magyar drámaíró, rendező, színháztörténész.

## Életpályája
Pass Andrea 1979-ben született Győrben. A győri Kazinczy Ferenc Gimnáziumban érettségizett 1998-ban. Fuvolistaként sokáig zenei pályára készült, végül a Veszprémi Egyetem színháztörténet szakán szerzett diplomát 2004-ben. Ösztöndíjjal tanult Londonban és Nancyban, elvégezte a CEU forgatókönyvíró kurzusát, később a Kaposi László vezette drámapedagógiai, majd a gyermekszínház rendezői képzésén is részt vett.
2012-ben írta első saját darabját (Kő, papír, olló), azóta is, egy-egy kivétellel (pl. Tarr Béla: Családi tűzfészek) maga írja és maga rendezi a produkcióit. Pass Andrea leginkább független színházi területen alkot, rövid ideig a Narratíva Kollektíva egyik rendezőjeként, jelenleg a DanteCasino formáció alapítójaként hoz létre alkotótársaival leginkább fiatal közönség számára színházi projekteket. Több kőszínházban, pl. a Vígszínházban, a Debreceni Csokonai Színházban, a Szabadkai Népszínházban, valamint a Győri Vaskakas Bábszínházban is rendezett, ahol 2022 óta a művészeti tanács tagja. Előadásai rendszeresen szerepelnek a különböző színházi fesztiválokon, amik számos rangos díjat nyertek el. Pass Andrea 2019-ben díszvendége volt a kortárs magyar dráma országos szemléjének, a debreceni DESZKA fesztiválnak.
Pass Andrea az elmúlt tíz évben három alkalommal is részesült Örkény István drámaíró ösztöndíjban, valamint három alkalommal nyert a STAFÉTA, Budapest a fiatal tehetségekért pályázaton, jelenleg a Magyar Művészeti Akadémia ösztöndíjasaként ír gyerekek számára hangjátékokat.
Drámái több kötetben is megjelentek a Selinunte Kiadónál, számos darabját fordították le idegen nyelvekre, a Napraforgó című drámáját New Yorkban és Sepsiszentgyörgyön, az Eltűnő ingereket Isztambulban is láthatta a külföldi közönség. Két határontúli színház, a Szabadkai Népszínház, valamint a Marosvásárhelyi Nemzeti Színház is Pass Andrea drámáival indította el színházi nevelési tevékenységét.

## Drámái
- Kő, papír, olló
- Más nem történt
- Páros oldal
- Varjak
- Újvilág
- Napraforgó
- Pokolra kell annak menni
- Bebújós
- Kívül-belül
- A vándorkutya
- Eltűnő ingerek
- És jöttek a jószándékú emberek
- Imágó
- Nyakunkon a revizor
- A jelentéktelen
- Finálé
- Polaroid Budapest

## Kötetei
- Eltűnő ingerek és más színdarabok; Selinunte, Bp., 2021 (Kortárs drámaírók)

## Ösztöndíjai
- 2002. Erasmus ösztöndíj, Nancy, IECA Filmművészeti Egyetem
- 2003. Leonardo ösztöndíj, London, University of Roehampton, Drama Department
- 2010. Örkény István drámaírói ösztöndíj
- 2016. Örkény István drámaírói ösztöndíj
- 2018. Örkény István drámaírói ösztöndíj
- 2023. Magyar Művészeti Akadémia alkotói ösztöndíj